# Julie d'Aubigny
Julie d'Aubigny (1670/1673-1707), thường được biết đến với cái tên Mademoiselle Maupin hay La Maupin, là một nữ kiếm sĩ và ca sĩ opera ở thế kỷ 17. Sự nghiệp ca hát, cuộc sống hào nhoáng và các mối quan hệ của bà là chủ đề của những lời đồn thổi và thêu dệt thời bấy giờ, truyền cảm hứng cho nhiều hình tượng hư cấu và nửa hư cấu trong các tác phẩm nghệ thuật sau này.
Théophile Gautier đã xây dựng nhân vật chính Madeleine de Maupin, trong cuốn tiểu thuyết cùng tên Mademoiselle de Maupin (Chuyện nàng de Maupin) năm 1835, dựa theo một số nét trong cuộc đời La Maupin.

## Đầu đời
Julie d'Aubigny sinh năm 1673 , là con gái của Gaston d'Aubigny, một người giúp việc của Louis de Lorraine-Guise, Bá tước d'Armagnac, Đại tổng quản của Vua Louis XIV. Cha bà là người huấn luyện thị đồng cho triều đình, vì thế bà cũng được học khiêu vũ, đọc sách, vẽ và đấu kiếm cùng với họ, và ăn mặc như một cậu bé từ khi còn nhỏ. Năm 1687, bá tước d'Armagnac gả bà cho Ngài de Maupin của Saint-Germain-en-Laye, nên bà trở thành Madame de Maupin (hay đơn giản là "La Maupin" theo cách gọi của Pháp). Ngay sau đám cưới, chồng bà đã nhận được một công việc hành chính ở miền Nam nước Pháp, nhưng ngài Bá tước vẫn giữ bà ở lại Paris cho mục đích riêng.

## Thời niên thiếu

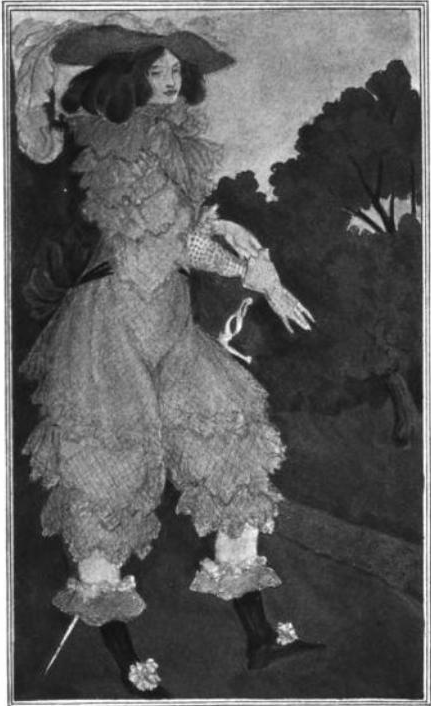
Tranh vẽ Mademoiselle de Maupin hư cấu, từ Bộ sáu bức tranh minh họa Chuyện nàng de Maupin của Théophile Gautier, của Aubrey Beardsley, 1898

Cũng vào khoảng năm 1687, La Maupin bắt đầu quan hệ với một phụ tá kiếm sĩ tên là Sérannes. Khi Trung tướng Cảnh sát Gabriel Nicolas de la Reynie cố gắng bắt Sérannes vì tội giết người trong một cuộc đấu tay đôi bất hợp pháp, cặp đôi đã trốn khỏi thành phố đến Marseille.
Trên đường về phía nam, La Maupin và Sérannes kiếm sống bằng cách biểu diễn đấu kiếm và hát tại các quán rượu và hội chợ địa phương. Trong suốt hành trình, La Maupin mặc nam trang nhưng không che giấu giới tính nữ. Khi đến Marseille, bà gia nhập nhà hát opera của Pierre Gaultier, biểu diễn dưới tên thời con gái của mình.
Gần Poitiers, bà gặp một cựu diễn viên tên là Maréchal, người đã dạy bà biểu diễn. Cho đến khi chứng nghiện rượu của mình trở nên tồi tệ, ông ta đưa bà lên đường đi Paris. La Maupin trở lại Paris và kiếm sống bằng nghề ca hát.

## Sự nghiệp Opera và cuộc sống trưởng thành
Nhà hát Opéra Paris đã nhận La Maupin vào năm 1690. Bà kết bạn với một ca sĩ lớn tuổi, Bouvard, người đã cùng với Thévenard đã thuyết phục Jean-Nicolas de Francine, tổng quản cung đình, chấp nhận bà vào nhà hát. Bà ra mắt với vai diễn Pallas Athena trong vở Cadmus et Hermione của Jean-Baptiste Lully cùng năm đó. Bà biểu diễn thường xuyên, ban đầu tiên với vai giọng nữ cao soprano, và sau đó trong vai giọng nữ trầm tự nhiên của mình. Hầu tước de Dangeau đã viết trong bút kí của mình về một buổi diễn vở Omphale của La Maupin tại Trianon of Destouches năm 1701 rằng, bà ấy sở hữu "giọng ca đẹp đẽ nhất thế gian".
Ở Paris, và sau đó tại Brussels, bà biểu diễn dưới cái tên Mademoiselle de Maupin vì các ca sĩ được gọi là "mademoiselle" (cô/tiểu thư) cho dù họ đã kết hôn hay chưa.
Cho đến năm 1705, La Maupin hát trong những vở opera mới của Pascal Collasse, André Cardinal Destouches và André Campra. Năm 1702, André Campra soạn vai diễn Clorinde trong vở Tancrède dành riêng cho tông giọng nữ trầm bas-dessus của bà. Bà được biểu diễn trước triều đình tại Versailles trong một số dịp, và xuất hiện trong nhiều chế tác Opéra lớn. Lần biểu diễn cuối cùng của bà là trong vở La Vénitienne của Michel de La Barre (1705).
Bà nghỉ hát opera năm 1705 và gia nhập một tu viện, có thể là ở Provence, và được cho là đã qua đời tại đây năm 1707, khi mới 33 tuổi.

## Chuyện nàngDe Maupincủa Gautier
Théophile Gautier, khi được yêu cầu viết một câu chuyện về La Maupin, đã viết cuốn tiểu thuyết Mademoiselle de Maupin (Chuyện nàng De Maupin), xuất bản năm 1835, dựa theo một vài chi tiết trong cuộc đời La Maupin thực tế, và đặt tên cho một số nhân vật theo tên bà và các mối quan hệ. Cuộc sống của nhân vật trung tâm được nhìn qua lăng kính lãng mạn như là "tất cả vì tình yêu". D'Albert và tình nhân của chàng, nàng Rosette, đều phải lòng chàng trai trẻ Théodore de Sérannes, mà không biết rằng chàng vốn là một cô gái tên Madeleine de Maupin. Khi diễn vở As you like it của Shakespeare, La Maupin, người đang đóng giả Théodore, đóng vai nàng Rosalind đóng giả thành chàng Ganymede, và mọi người đã phát hiện ra nàng giả nam trang. Tác phẩm đề cao tình yêu nhục dục, bất chấp giới tính nên sau đó đã bị cấm New York.

## Trong văn học nghệ thuật
Ngoài Mademoiselle de Maupin của Gautier, La Maupin đã được khắc họa nhiều lần trong các ấn phẩm, sân khấu và màn ảnh, bao gồm:
- Labie, Charles và Augier, Joanny (1839), La Maupin, ou, Une vengeance d'actrice: comedie-vaudeville en un acte, Paris. (Tiếng Pháp.)
- La Maupin, Nhạc kịch Lưu trữ ngày 6 tháng 12 năm 2019 tại Wayback Machine (2017), ra mắt tại Lễ hội hoa quả tươi 2017 ở thành phố New York.
- Evans, Henri (1980) Amand và phần tiếp theo (1985) La petite Maupin, France Loisirs, Paris. (Tiếng Pháp.)
- Dautheville, Anne-France (1995), Julie, chevalier de Maupin J.-C. Lattes, Paris. (Tiếng Pháp.)
- Gardiner, Kelly, 2014, Nữ thần Lưu trữ ngày 8 tháng 9 năm 2014 tại Wayback Machine, Fourth Estate/ HarperCollins, Sydney (tiếng Anh)
- Julie, chevalier de Maupin (2004), sê-ri phim truyền hình ngắn. (Tiếng Pháp)
- Madamigella di Maupin (1966), phim. (Tiếng Ý.)

## Sách tham khảo
- La Borde, JB de (1780), Essai sur la musique, iii, 519 ff
- Campardon, E (1884), Lcadémie royale de musique au XVIIIe siècle, ii, 177 ff
- Clayton, E  (1864), "Early French Singers – Marthe Le Rochois – La Maupin", Queens of Song, Harper, New York
- Pitou, S (1983), The Paris Opera: an encyclopedia of operas, ballets, composers, and performers, vol. 1, Greenwood Press, Westport.
- Sadie, Julie Anne (1992), 'Maupin' in The New Grove Dictionary of Opera, ed. Stanley Sadie (London) ISBN 0-333-73432-7